# 特拉万卡 (阿马兰蒂)
特拉万卡是葡萄牙波尔图区的一个堂区。总面积8.25平方公里，总人口2502人，人口密度303.3人/平方公里。